# Monumento a Napoleone (Cherbourg)
Il monumento equestre a Napoleone I è un monumento commemorativo, opera dello scultore Armand Le Véel, posto nel Parco di Bercy a Cherbourg-Octeville.

## Storia

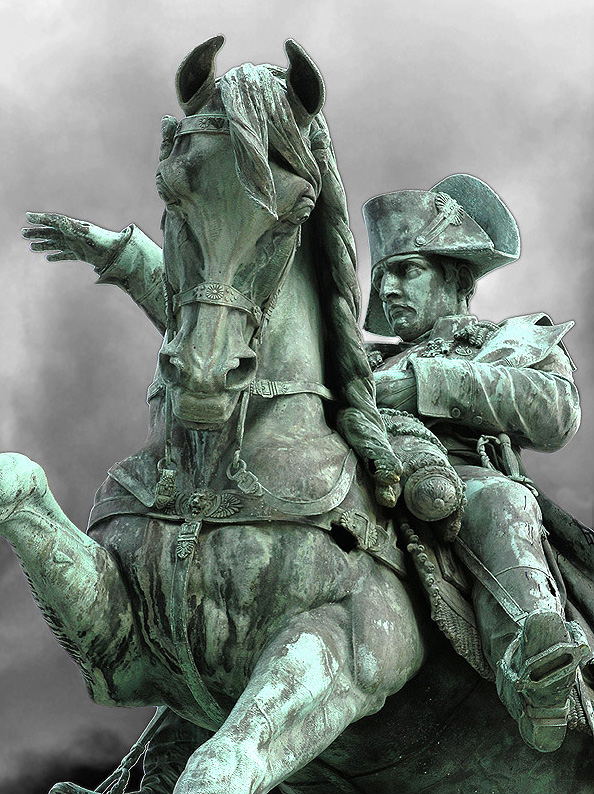
Particolare del volto di Napoleone e del cavallo

Nel 1852, in seguito alla decisione di Napoleone III di far arrivare la ferrovia a Cherbourg, il consiglio municipale della città decise di edificare proprio davanti alla baia locale un monumento dedicato a Napoleone I, creatore del porto militare di Cherbourg.
Armand Le Véel propose la creazione di una statua equestre nel 1853, opera che ebbe l'approvazione definitiva della città il 24 aprile 1855. Lo stesso giorno l'architetto Dominique Geufroy venne incaricato della realizzazione del piedistallo, delle sue fondamenta e della creazione della griglia di protezione, nonché della posa della statua di Napoleone una volta terminata dallo scultore..
La statua venne realizzata nell'atelier parigino dello scultore e giunse via treno in città il 21 luglio 1858 per essere inaugurata in occasione della visita a Cherbourg della coppia imperiale per l'inaugurazione della linea Caen-Cherbourg e del terzo bacino del porto militare locale.
La festa si tenne il 4 agosto. Il 5 agosto la regina Vittoria del Regno Unito entrò nel porto a bordo dello yacht Victoria and Albert e si portò in visita all'arsenale con l'imperatore e l'imperatrice Eugenia, assistendo all'accensione dell'illuminazione della diga e del porto. Lo stesso giorno si tennero degli strepitosi fuochi artificiali. L'8 agosto la folla si appressò per l'inaugurazione del monumento, cerimonia che si svolse alla presenza di una grande folla, ma non a quella dell'imperatore e della regina Vittoria, impegnati entrambi con l'inaugurazione del porto nel tentativo di riavvicinamento dei rapporti tra Francia e Regno Unito. Lo scultore non venne quindi decorato con la Legion d'onore come previsto e contrariamente a quanto proposto dallo stesso sindaco locale Joseph Ludé.

## Descrizione

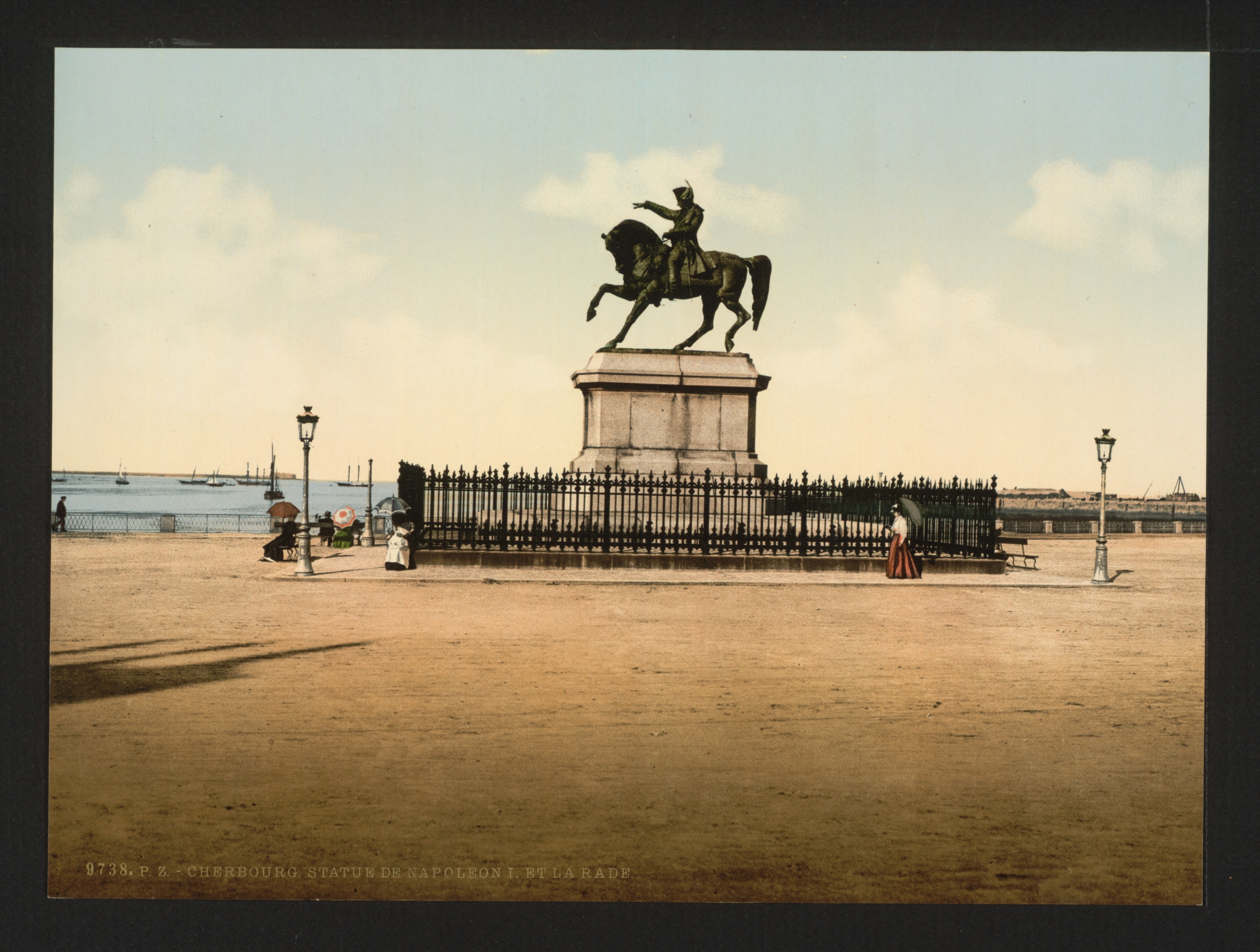
Il monumento attorniato dalla cancellata bronzea in una foto dei primi anni del Novecento

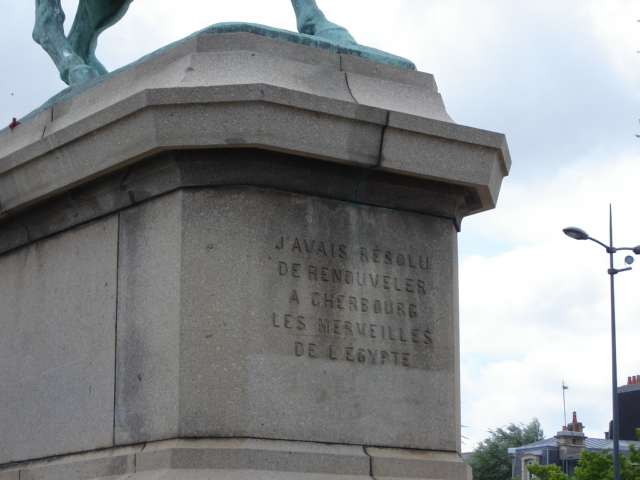
L'iscrizione sottostante la statua

Napoleone I è rappresentato nella statua a cavallo di uno stallone arabo chiamato Marengo (lo stesso che l'imperatore montava nella battaglia di Waterloo), posto di fronte al mare, col braccio rivolto al porto militare della città e non all'Inghilterra come sovente è stato erroneamente riportato: 

La statua equestre di 5 metri di altezza per 5.5 di larghezza, si trova su un piedistallo di 4,7 metri di altezza e largo 7,6 metri, realizzato su progetto dell'architetto Dominique Geufroy, con 64 blocchi di granito di Flamanville, sul quale si trova inciso un estratto del Memoriale di Sant'Elena datato al 15 luglio 1816: 
 Questa frase fa riferimento al progetto che Napoleone aveva di ricostruire qui una piramide e di fare della cittadina un nuovo luogo di splendore per la Francia.
Negli anni '50 del Novecento, la statua è stata nuovamente attorniata da una cancellata di ferro, uguale a quella progettata da Geufroy, ornata di pilastri decorati con le cifre di Napoleone e sormontata da corone imperiali. Successivamente questa griglia è stata rimossa e ancora oggi se ne possono vedere le tracce presso il basamento.
L'opera è stata inscritta nel registro dei monumenti storici di Francia il 18 agosto 2006.

## Restauro
Nel 2015 la statua è stata restaurata per la prima volta dalla sua creazione, ma i danni erano comunque ormai molto evidenti. Durante la seconda guerra mondiale, infatti, essa venne colpita da 42 proiettili che le hanno creato dei fori danneggiando l'intera struttura.
Durante i restauri è stato possibile portare alla luce una cassetta di piombo chiusa ermeticamente, all'interno della quale si è ritrovata una lista dei sottoscrittori che parteciparono a suo tempo al finanziamento del monumento oltre a quattordici medaglie commemorative dell'evento.